# Die Malkunst
Die Malkunst ist ein Gemälde des Delfter Malers Jan Vermeer (1632–1675), entstanden um 1664/1668 oder 1673, das durch seine Licht- und Schattenmalerei von höchster Qualität als eines der Hauptwerke des Künstlers gilt. Das Motiv wird als eine Allegorie der Kunst gesehen. Dargestellt ist eine detailreiche Innenraumszene, im Mittelpunkt sitzt der Maler selbst vor einer Staffelei und wendet dem Betrachter den Rücken zu. Das Modell steht im Fluchtpunkt des Bildes und wird durch einfallendes Licht meisterhaft akzentuiert. Feiertäglichkeit, Stille und Abgeschiedenheit charakterisieren das Gemälde. Das Werk wurde im Verlauf seiner Provenienzgeschichte mit verschiedenen Titeln bezeichnet, wie De Schilderconst, Allegorie der Malerei oder Der Künstler in seinem Atelier. Mit den Maßen von 120 Zentimetern Höhe und 100 Zentimetern Breite ist es auch in seinem Format eines der größeren Bilder Vermeers. Seit 1946 wird das Gemälde im Kunsthistorischen Museum in Wien ausgestellt. Die Eigentumsverhältnisse waren umstritten, da Adolf Hitler es 1940 nach einem Führervorbehalt von den österreichischen Grafen Czernin gekauft hatte, und wurden am 18. März 2011 durch den Kunstrückgabebeirat zugunsten des Museums entschieden.

## Bildbeschreibung
Das Gemälde zeigt im Mittelpunkt eines Raumes den auf einem Schemel sitzenden Maler, der dem Betrachter den Rücken zuwendet. Vor sich hat er eine Staffelei mit aufgestellter, grau grundierter Leinwand, die noch nahezu unbemalt ist. Im Fluchtpunkt des Bildes und mit abgedecktem Tageslicht erhellt, steht das Modell, eine junge Frau in einem weit geschnittenen blauen Gewand, mit Lorbeer bekränzt, einem Buch in der linken und einer Trompete in der rechten Hand. Der Künstler hat mit seiner Arbeit gerade erst begonnen, allein der blaugrüne Lorbeerkranz des Mädchens ist skizziert, die Körperhaltung des Mannes wie seine vor der Leinwand verharrende Hand, auf einen Malstock gestützt, deuten darauf hin, dass er konzentriert sein Modell betrachtet. „Vermeer hat den Moment eingefangen, in dem der Kopf des Malers aus der Richtung des lebenden Modells zur Leinwand zurückkehrt, um das mit dem Sehsinn wahrgenommene Außenbild mit demjenigen in seiner Imagination zu kombinieren.“ Auffällig ist die Kleidung des Malers, insbesondere das Barett, das Schlitzwams und die Heerpauke stellen einen Mann von Bildung und Stand dar.
Zwischen Maler, Modell und Vorhang ist ein Tischstillleben arrangiert, von dem einfallenden Licht werden zentral eine übergroße Maske und ein Skizzenbuch hervorgehoben. Im oberen Bereich des Bildes hängt von einer holzvertäfelten Decke ein Messingleuchter, in dem das Licht reflektiert und dessen Aufhängung aus einem doppelköpfigen Adler besteht.
Hinter dem Modell, nach rechts ausgerichtet, hängt an der rückwärtigen Wand eine Landkarte, die leichte Falten aufwirft und deutliche Risse trägt. Sie ist an der oberen Einfassung beschriftet mit der Bezeichnung „Nova XVII Provinciarum Germaniae inferioris descriptio / et accurata earundem … de novo emendata … rectissime edita per nicolaum piscatorem“. Die Darstellung orientiert sich an einer von Nicolaes Visscher im Jahr 1636 geschaffenen Karte der Niederlande mit den Siebzehn Provinzen vor dem Waffenstillstand mit Spanien im Jahr 1609. Im ornamental ausgearbeitetem Rahmen sind am linken und am rechten Rand jeweils zehn damals niederländische Städte abgebildet. Bei diesen sogenannten Kartuschen handelt es sich links um die Städte Brüssel, Luxemburg, Gent, Bergen (Hennegau), Amsterdam, Namen (Namur), Leeuwarden, Utrecht, Zutphen und Den Haag, sowie auf der rechten Seite um Limburg, Nijmegen, Arras, Dordrecht, Middelburg, Antwerpen, Mechelen, Deventer, Groningen und nochmals Brüssel. Die Signatur „I Ver-Meer“ befindet sich auf dem unteren Randstreifen, sie ist seine größte Signatur überhaupt.
Der Fußboden ist durch schwarzweiße Marmorfliesen dargestellt und zeigt Vermeers Vorliebe für die Perspektive und zugleich deren Beherrschung.
Der Fluchtpunkt liegt vor dem Modell, knapp unter der Holzkugel der Kartenstange. Eine Röntgenaufnahme des Bildes ergab, dass sich dort unter der Farbe verborgen ein kleines Loch befindet. Vermeer setzte eine Nadel an diese Stelle, um mit Faden und Kreide Hilfslinien zu zeichnen.
Den vorderen, linken Bildteil beherrscht ein üppig gewebter, in weichem Wurf fallender Vorhang, schattig darin verschmelzend steht ein Stuhl. Dieses Repoussoir dunkelt etwa ein Drittel des Bildes ab, während die weiteren zwei Drittel des Bildes lichtdurchflutet wirken und das Hauptgeschehen beinhalten. Mit dem dadurch angewandten Goldenen Schnitt wird die in sich geschlossene künstlerische Einheit gebildet. Wie bei einem Schauspiel ist der schwere Vorhang zur Seite geschoben und „der Betrachter eingeladen, auf dem zurecht gerückten Stuhl Platz zu nehmen, um an der malerischen Offenbarung mit eigenen Augen teilzunehmen“.

## Entstehung und Datierung

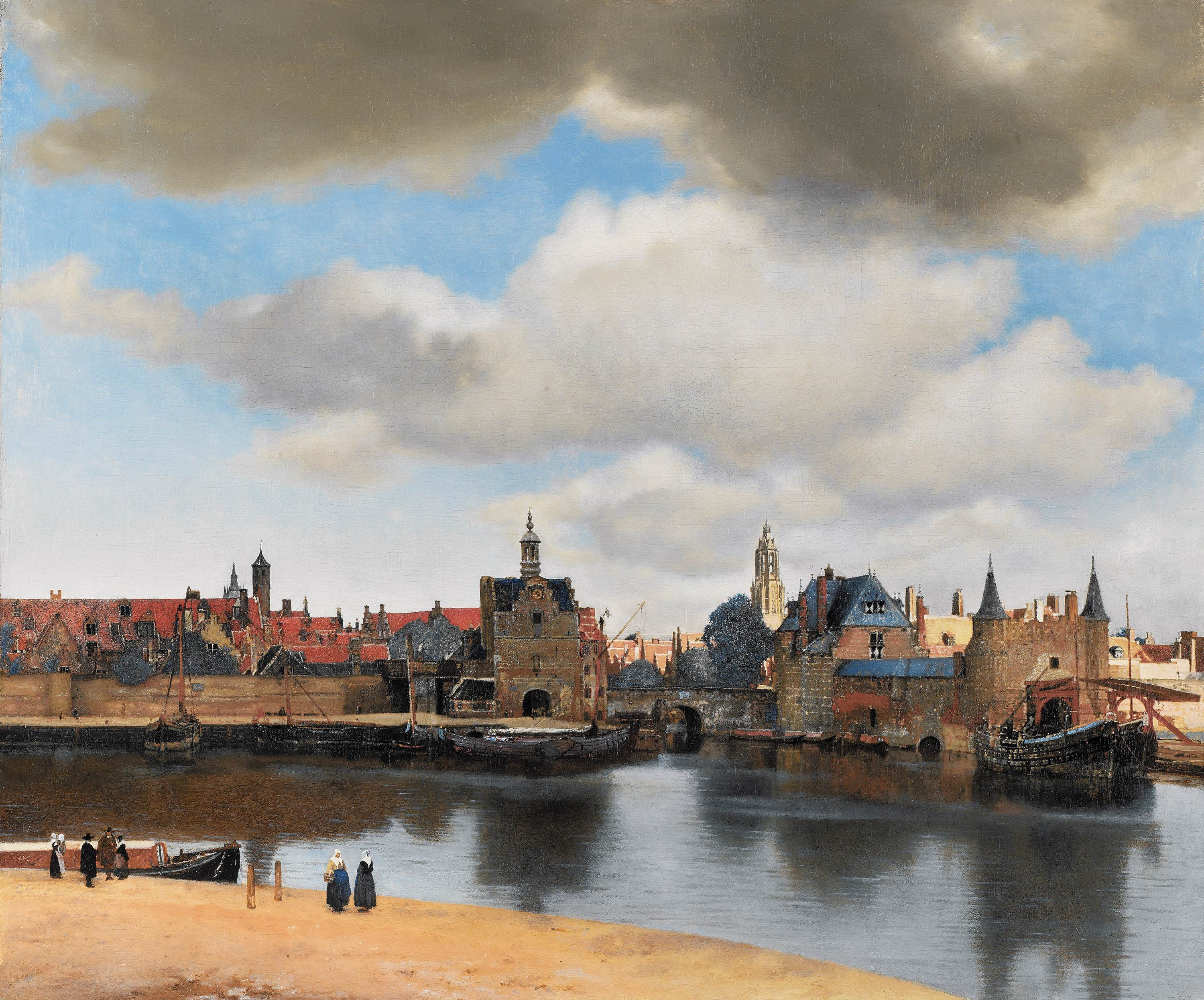
Jan Vermeer: Ansicht von Delft, um 1660

Zu Lebzeiten Vermeers hat das Gemälde dessen Atelier nicht verlassen, vermutlich gab es keinen Auftraggeber, sondern war eine Selbsterfüllung des Malers in der im Bild angelegten Darstellung seiner Kunst selbst und diente als Schaustück für potentielle Käufer. Der besondere persönliche Bezug wurde nach Vermeers Tod im Jahr 1675 auch von seiner Frau Catharina Bolnes herausgestellt, die zur Schuldenregulierung auf ihr Erbteil verzichten musste. Sie erklärte am 24. Februar 1676, das Werk ihrer Mutter Maria Thins als Pfand zur Sicherung eines Darlehens von 1.000 Gulden überlassen zu haben. So versuchte sie zu verhindern, dass das Gemälde in einer am 15. März 1677 geplanten Auktion unter der Leitung des Nachlassverwalters Antoni van Leeuwenhoek (1632–1723) versteigert würde. Die Provenienz des Gemäldes jedoch ergibt, dass ihr dies nicht gelang.
Die kalifornische Kunsthistorikerin Svetlana Alpers vertrat 1985 die These, dass das Gemälde ursprünglich für den großen Saal der Lukasgilde in Delft bestellt war, deren Vorsitzender Vermeer zeitweilig war. Sie untermauerte ihre Ansicht mit der Feststellung, dass die Sparten, die in der Lukasgilde vereinigt waren, im Bild repräsentiert werden. Dem Gildenbuch der Delfter Meistermaler, Graveure, Glaser, Skulpteure, Töpfer im 17. Jahrhundert kann man folgende Aufzählung entnehmen:

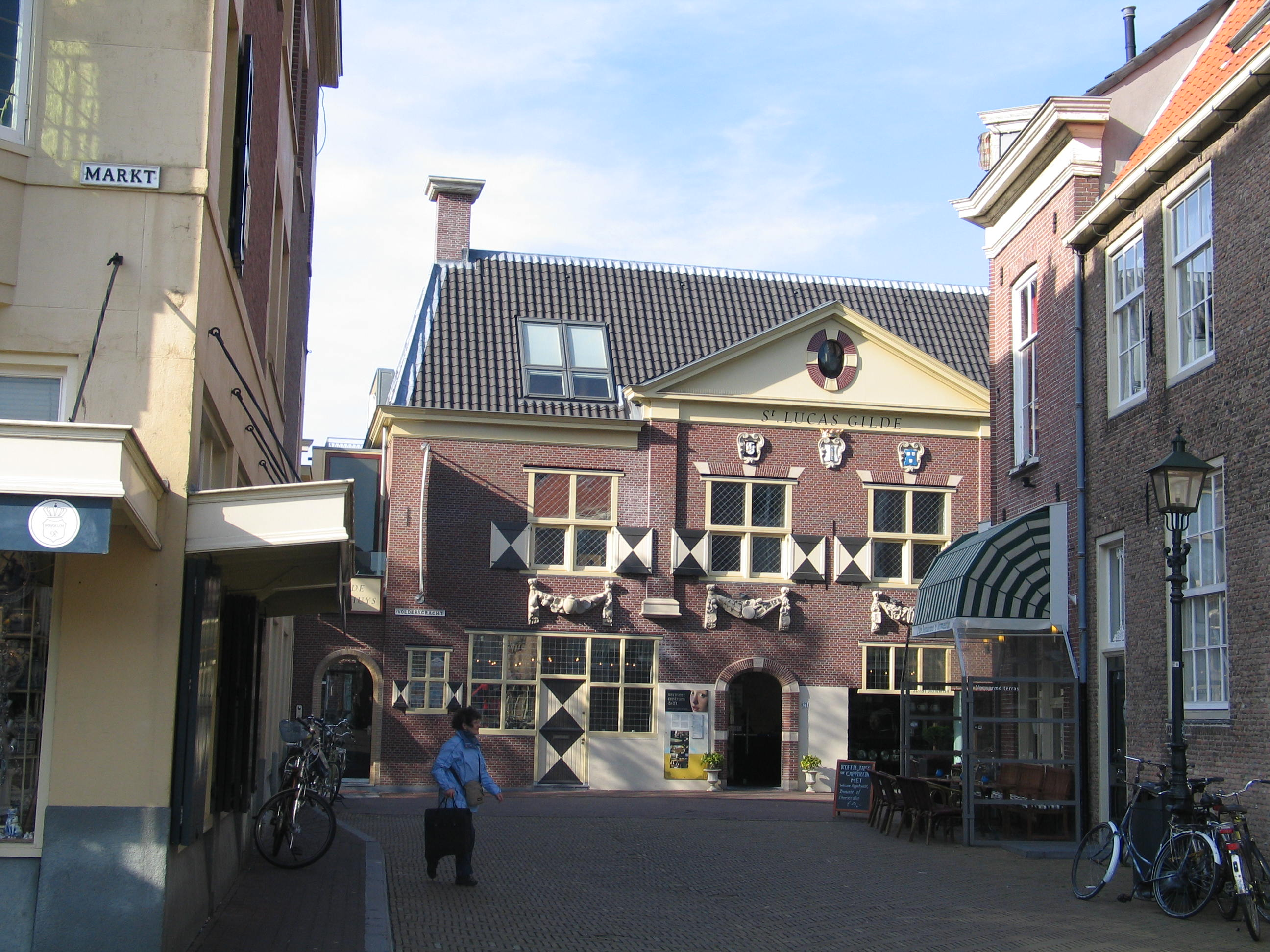
Die Lukasgilde in Delft

„Volgens Ordonnantie behoorden tot dat gild: Alle degeenen, die haar generen met de schilderkunst, hetzij met pencelen of andersints, in olye of waterverwen, als oock glaseschryvers, glasemakers, glasverkoopers, plattielbackers, tapissiers, borduurwerckers, plaetsnyders, beeldsnyders, werkende in hout ende steen, ofte andere substantie, scheemakers, konstdruckers, bouckverkoopers, hoedanig die souden mogen zijn.“

Dem entgegen setzte der deutsche Kunsthistoriker Hermann Ulrich Asemissen, dass die auf dem Gemälde abgebildeten Attribute mit den Berufen, die in der Gilde mit der Malerei verbunden waren, zu tun haben könnten, jedoch wären die drei Glaserberufe und die Töpfer der Delfter Ware, damals wichtige Mitglieder dieser Gilde, nicht einbezogen. Auch der niederländische Kunsthistoriker Eric Jan Sluyter widerspricht Alpers und meint, dass die Gildebrüder so ein großartiges Werk nicht abgewiesen haben würden, zumal Vermeer einer ihrer Vorsitzenden war.
Die zeitliche Einordnung der Gemälde von Vermeer ist ein grundsätzliches Problem für die Kunstgeschichtsschreibung, weil der Maler selbst nur drei seiner Gemälde datiert hat: Bei der Kupplerin (1656), Der Astronom (1668) und Der Geograph (1668/1669). Die Datierungen aller übrigen Bilder können nur vermutet werden, da die wenigen vorhandenen Angaben keine ausreichenden Anhaltspunkte für eine zeitliche Einordnung bieten. Die Malkunst wurde lange um etwa 1665/1666 datiert, der Kunsthistoriker Walter Liedtke grenzt die Entstehung des Gemäldes auf die Jahre 1666–1668 ein, während neben anderen der Autor Arthur K. Wheelock vermutet, dass es erst 1673 entstand, also nach dem Rampjaar (Katastrophenjahr) von 1672.

## Deutungen

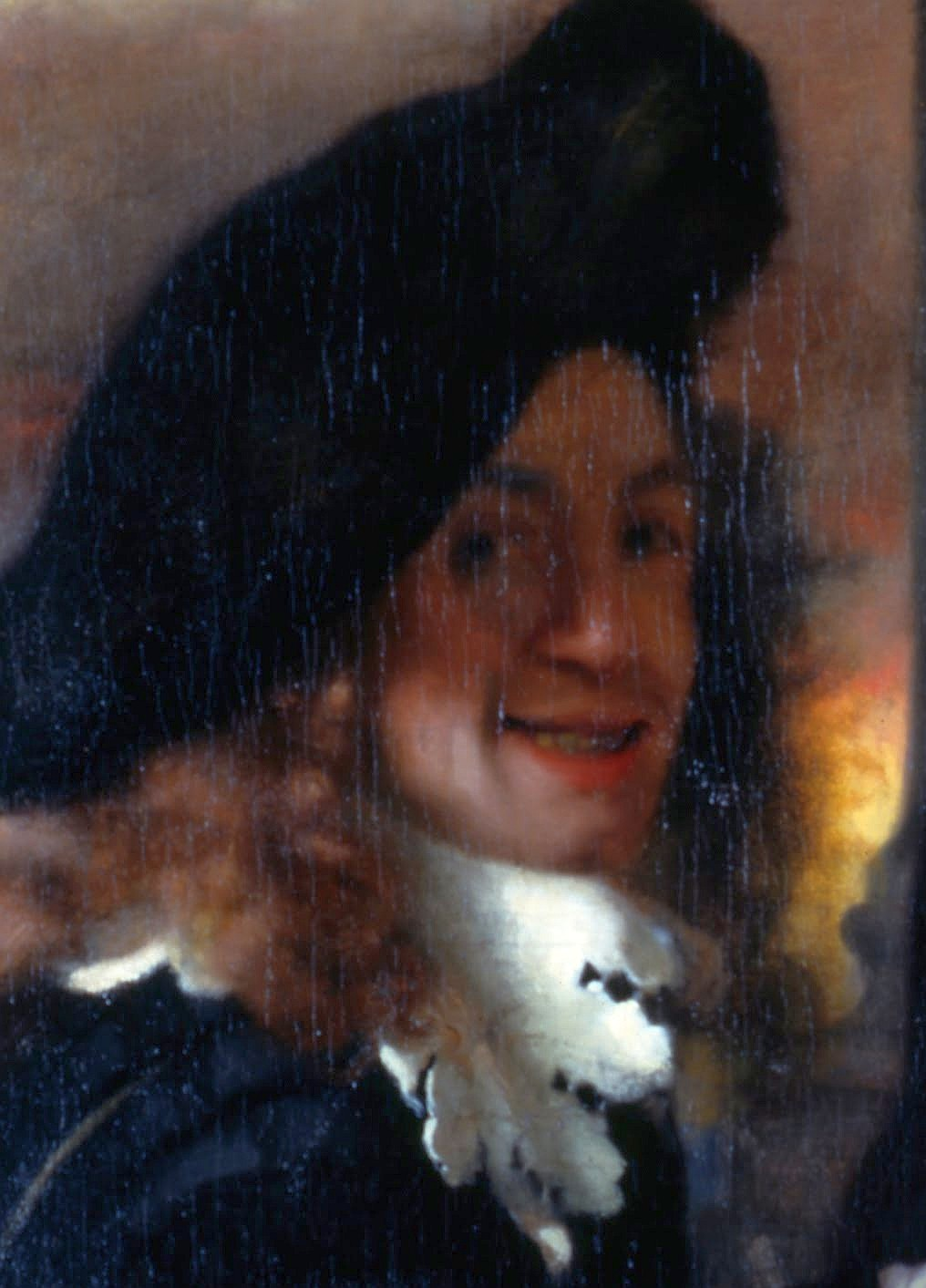
Detail aus Vermeer: Bei der Kupplerin (1656)

Die unterschiedlichen Meinungen über Entstehung und Datierung setzen sich in den mannigfachen Titeln und Auslegungen des Gemäldes fort. Bei der Regelung des Nachlasses nannte Catharina Bolnes das Bild De Schilderconst, wörtlich übersetzt ins Deutsche Die Malerkunst. Ein Vermerk durch den Nachlassverwalter in den Notariatsakten beschrieb „een stuck schilderie … waerin wert uytgebeelt de Schilderkonst“ (ein Stück Malerei, in dem die Malerkunst dargestellt wird). Dass es bis auf die Bemerkung im Notariatsvertrag keinerlei schriftliche Quellen zu dem Bild gibt, dass Entstehungsgeschichte, eventueller Auftraggeber oder Bestimmungsort sowie die Datierung dieses ungewöhnlich großen und komplexen Bildes nicht bekannt sind, führte zu verschiedenen Deutungen und kontroversen Auseinandersetzungen unter Kunsthistorikern.

### Der Maler
Aufgrund des Motivs wurde das Gemälde lange Zeit als Selbstbildnis betrachtet, so nannte es der französische Kunsthistoriker Théophile Thoré (1807–1869) Vermeer dans son Atelier (Vermeer in seiner Werkstatt) und der Schriftsteller André Malraux (1901–1976) schlicht Atelier. Insbesondere die Ähnlichkeit der ebenfalls mit Barett und Schlitzwams bekleideten Figur auf dem Vermeer-Gemälde Bei der Kupplerin legt eine Selbstdarstellung nahe. Auch bei Thieme / Becker ist das Bild mit dem Titel Der Maler im Atelier aufgeführt, doch der Eintrag weist nachdrücklich darauf hin, dass es sich um eine Allegorie handelt und geht von einer Phantasie-Selbstdarstellung aus, „Schein und Wirklichkeit in unübertrefflicher Weise vereinigend“.
In der Ikonografie hat sich diese Annahme durchgesetzt, die Darstellung wird als Überhöhung des Genrebilds Maler im Atelier zu einem Sinnbild angenommen. Sie wurde damit ins Verhältnis gestellt zu dem zwischen 1671 und 1674 entstandenen Vermeer-Gemälde Die Allegorie des Glaubens, das deutlicher noch als die Schilderkunst die Personifikation des abstrakten Begriffs vermittelt.

### Das Modell

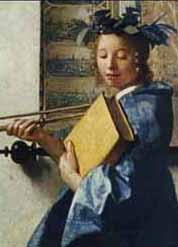
Detail aus Die Malkunst: Allegorie der Geschichte oder der Poesie?

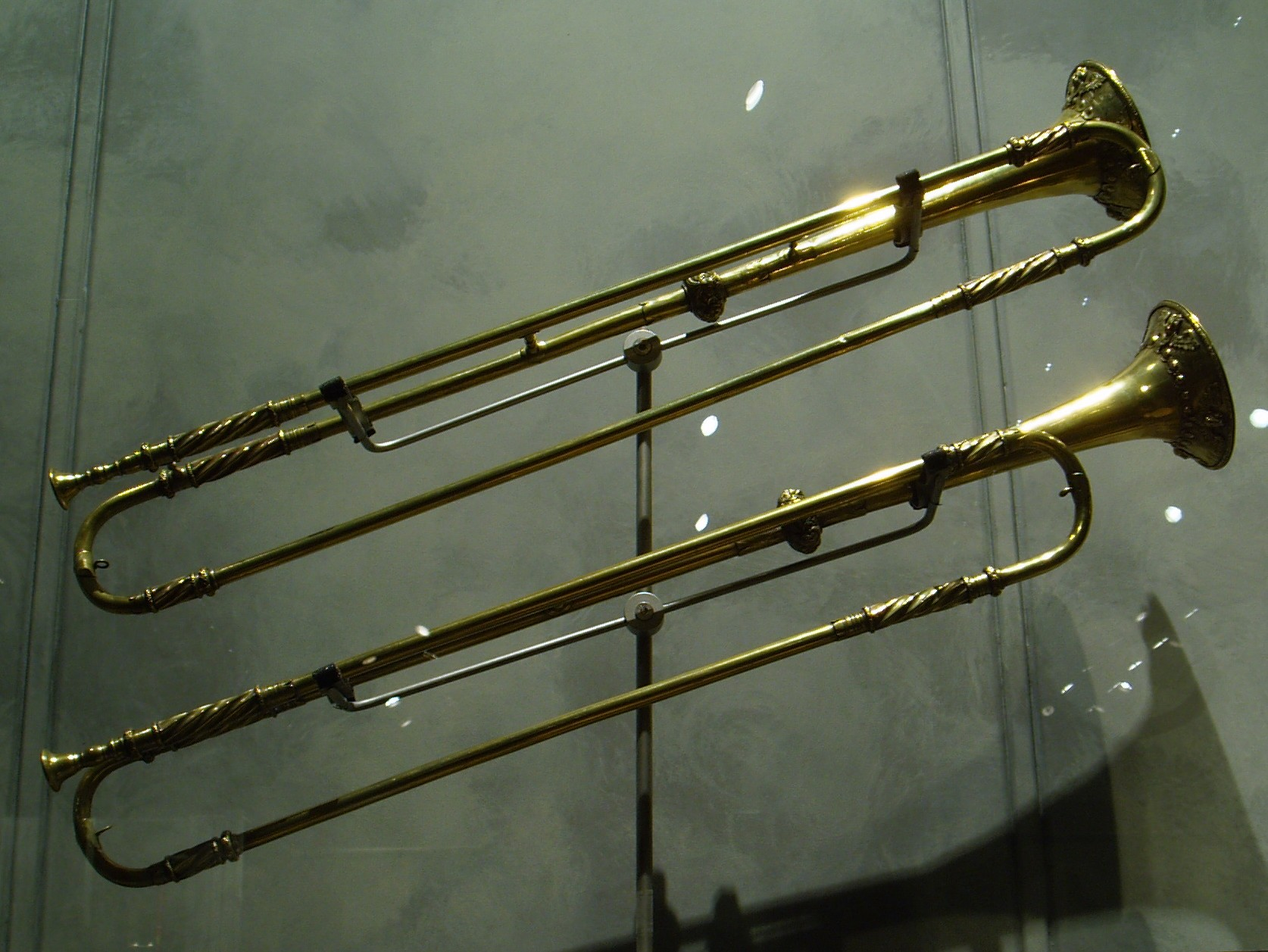
Zwei Barocktrompeten aus dem 17. Jahrhundert

Die dargestellte junge Frau ist Ausgangspunkt für vielfältige Interpretationen. So hat der österreichische Kunsthistoriker Hans Sedlmayr sie aufgrund des Attributs der Trompete 1951 als Fama gedeutet, die römische Verkörperung des unkontrollierbaren Gerüchts. Der Kunstwissenschaftler Kurt Badt (1890–1973) widersprach Sedlmayr und gelangte zu der Auffassung, dass das Modell Klio, die Muse der Geschichte, personifizieren solle, erkennbar an den ihr eigenen Attributen Lorbeerkranz, Trompete und Buch. Sie inspiriert den Maler und verkündet den Ruhm der niederländischen Malkunst.
Grundlage dieser Deutung ist, dass Vermeer sich auf das im 17. Jahrhundert unter Malern allgemein anerkannte und viel benutzte Standardwerk für allegorische Darstellungen Iconologia von Cesare Ripa aus dem Jahr 1593, niederländisch seit 1644, bezogen hat. Ripa beschrieb in seinem Werk bildliche Übereinsetzungen der neun Musen mit den sieben Künsten, den vier damals bekannten Kontinenten, sowie von Wissenschaft und Glauben. Daraus leitet sich ab, dass die Darstellung einer Muse in Verbindung mit einem Künstler dessen Inspiration bedeutet, der göttliche Funke, der von ihr ausgeht, springt auf den Maler über. Sluyter vertieft diesen Aspekt und stellt dar, dass es bei diesem Gemälde hauptsächlich um Ruhm, Glorie und Ehre geht, der Lorbeerkranz, der zweifach abgebildet ist, deute darauf hin. Die Künstler werden unsterblich, wenn ihre Namen von Anderen im großen Buch notiert sind.
Andere Sichtweisen erläutern, dass die junge Frau nicht Clio, sondern die Poesie darstellen könne: Die Trompete und der immergrüne Lorbeerkranz sind nicht auf die Darstellung der Geschichte beschränkt, und insbesondere das blaue Kleid als Hinweis auf die himmlische Kunst gehen zurück auf die dichterische Allegorie, wie sie Cesare Ripa dargestellt hat.
In diesem Kontext schrieb der niederländische Maler Gerard de Lairesse (1640–1711) in seinem Groot Schilderboek:

„Historie und Poesie … geben zu erkennen, daß sie die vornehmlichsten Hilfsmittel der Kunst sind, um ihr reiche Gedanken und geschickte Stoffe zur Übung zu verschaffen und dieselben zierlich auszuschmücken.“

So führt auch die Kunsthistorikerin Lida von Mengden entgegen den Deutungen von Sedlmayr und Badt aus, dass nach dem Horaz'schen Diktum „ut pictura poesis“ (ein Gedicht ist wie ein Gemälde), das die Künstler im Umkehrschluss im Sinne von „ein Gemälde ist wie ein Gedicht“ verstanden wissen sollten, die Übernahme literarischer Vorlagen zu Vermeers Zeiten gebräuchlich war, die Poesie auch auf die Malkunst bezogen galt und als weiteres Indiz die blaue Kleidung für eine Darstellung der Clio, der Muse des Ruhms, unangemessen sei.

### Die Landkarte
Interpretationen, die eine Einordnung der Bilderkunst in die Tradition der Paragone kritisieren, beziehen die im Bild augenfällige Landkarte von Nicolaes Visscher in ihre Deutungen ein. Da es sich um eine Darstellung der Niederlande vor dem Waffenstillstand mit Spanien im Jahr 1609 handelt, die zum Zeitpunkt der Erstellung des Gemäldes geschichtlich überholt war, steht sie im Kontext mit Klio als Muse der Geschichte. Der Kunsthistoriker Norbert Schneider stellt das Werk in einen historisch-politischen Zusammenhang und deutet es als Huldigung Vermeers an Wilhelm III. von Oranien. Zudem sieht er in dem im Kronleuchter eingearbeiteten habsburgischen Doppeladler eine Anspielung auf das Heilige Römische Reich. Den Bezug stellt Schneider im Bund Willems III. mit dem habsburgischen Kaiser Leopold I. in der Anfangszeit des Französisch-Niederländischen Krieges her, er nimmt daher auch eine Datierung des Gemäldes auf das Jahr 1673 an. Eine politische Interpretation hatte bereits Charles de Tolnay 1953 vorgenommen, wurde aber von anderen Kunsthistorikern abgelehnt.

## Provenienz

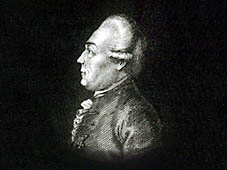
Gottfried van Swieten

Das Gemälde befand sich bis zum Tod Jan Vermeers im Jahr 1675 in dessen Besitz, direkte Erbin war seine Frau Catharina Bolnes. Sie erklärte am 24. Februar 1676, das Werk ihrer Mutter Maria Thins als Pfand zur Sicherung eines Darlehens von 1.000 Gulden überlassen zu haben. Dennoch wurde es am 15. März 1677 auf einer Auktion in Delft versteigert. Neuer Eigentümer wurde der Delfter Kunstsammler Jacob Abramsz Dissius, der insgesamt 21 Gemälde von Vermeer besaß.
Am 16. März 1696, nach dem Tod Dissius’ im Jahr 1695, kam die gesamte Sammlung im Auktionshaus Coelenbier in Amsterdam zur Versteigerung. Die Schilderconst stand nun als „Bildnis des Vermeer in einem Raum mit viel Beiwerk, von einer seltenen Schönheit, von ihm selbst gemalt“ zum Verkauf mit einem Einstiegsgebot von 45 Gulden. Der Käufer ist unbekannt geblieben, die weitere Provenienz des Gemäldes ist erst ab Ende des 18. Jahrhunderts bekannt. Zu der Zeit befand es sich im Eigentum des niederländischen Diplomaten Baron Gottfried van Swieten (1733–1803), Sohn des Gerard van Swieten, der 1700 in Leiden geboren wurde und 1745 mit seiner Familie aus den Niederlanden nach Wien übersiedelte.
Zehn Jahre nach Gottfried von Swietens Tod erwarb Rudolf Graf Czernin 1813 das Bild von einem Wiener Sattler für 50 Gulden. Es war nicht mehr bekannt, dass es sich um ein Gemälde von Jan Vermeer handelte, sondern wurde dem Maler Pieter de Hoogh (1629–1684) zugeschrieben. Erst 1860 erkannte der Direktor der Königlichen Gemäldegalerie Berlin, Gustav Friedrich Waagen (1794–1868), das Meisterwerk Vermeers an. Das Gemälde blieb über mehrere Generationen in der Familie Czernin von und zu Chudenitz.
Franz Jaromir Eugen Graf von Czernin (1857–1932) adoptierte im Jahre 1927 Eugen Graf Czernin (1892–1955). Eugen war der leibliche Sohn von Rudolf Graf Czernin von und zu Chudenitz und Morzin (1855–1927) sowie dessen erster Ehefrau Emma Gräfin von Orsini-Rosenberg (1858–1905). Als Franz Jaromir Eugen Graf von Czernin im Jahr 1932 starb, erbten Eugen sowie dessen Neffe Jaromir Czernin (1908–1966) gemeinsam das Bild.
Jaromir wollte es 1935 an den amerikanischen Sammler und ehemaligen Finanzminister Andrew W. Mellon (1855–1937) verkaufen, obwohl er wusste, dass dies aufgrund des österreichischen Ausfuhrverbotsgesetzes von 1923 nicht möglich war. Er setzte dabei ganz auf seinen Schwager, den damaligen österreichischen Kanzler Kurt Schuschnigg. Dieser sollte ihm die nötige Exportgenehmigung erteilen. Schuschnigg tat jedoch Jaromir diesen Gefallen nicht, da das Bild in Wien eine außerordentliche Verehrung genoss, und 1938 wurden die betreffenden Gesetze in Österreich noch verschärft, womit ein Verkauf ins Ausland gänzlich aussichtslos wurde.
Nach dem „Anschluss“ Österreichs an das Deutsche Reich eröffneten sich jedoch neue Perspektiven, und Czernin führte nun Verkaufsverhandlungen mit dem Hamburger Industriellen Philipp Reemtsma (1893–1959), weiterer Interessent war Hermann Göring. Die Verkaufsverhandlungen wurden durch eine Anordnung Hitlers beendet, mit dem Inhalt, ohne seine persönliche Genehmigung dürfe keine Verfügung getroffen werden. Als weitere Maßnahme beauftragte er 1940 den Chef der Reichskanzlei, Hans Heinrich Lammers, das Gemälde zu erwerben. Im Zuge dieser Vermittlung schalteten sich zudem der Leiter der Parteikanzlei Martin Bormann, der vormalige Reichsstatthalter von Wien Arthur Seyss-Inquart und der nachfolgende Reichsstatthalter Baldur von Schirach ein. Im Oktober 1940 kam der Kaufvertrag zwischen Hitler, vertreten durch den bevollmächtigten Kunsthändler Hans Posse, und der Czerninschen Gemäldegalerie zustande, der Verkaufspreis betrug 1,65 Millionen Reichsmark und eine erlassene Steuer in Höhe von etwa 500.000 Reichsmark. Die Zahlung wurde im Januar aus dem Sonderfonds Linz getätigt, das Gemälde ließ Hitler in das Atelier seines „Berghofs“ bringen. Juristisch ist nicht eindeutig geklärt, ob das Gemälde von Hitler privat oder für das geplante Führermuseum in Linz gekauft wurde. Allerdings zierte das Bild eine Ausgabe von Kunst dem Volk von April–Mai 1943, in welcher eindeutig am Cover sowie im Textinhalt auf eine „Neuerwerbung für die Galerie in Linz“ hingewiesen wird.

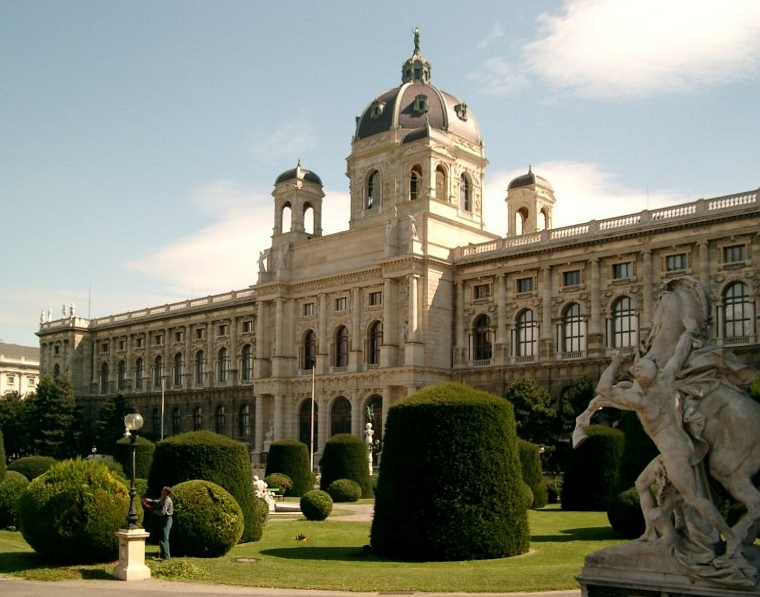
Kunsthistorisches Museum

Gegen Ende des Krieges wurde das Gemälde zur Sicherung im Bergungsort Salzbergwerk Altaussee eingelagert. Dort wurde es im April 1945 von amerikanischen Soldaten sichergestellt, es wurde zunächst in den Central Collecting Point nach München gebracht. 1946 erfolgte die Restitution an die österreichischen Behörden. Seit 1952 ist es im Kunsthistorischen Museum in Wien ausgestellt.

## Rückgabeansprüche
Während Eugen Graf Czernin und seine Erben nach dem Ende des Krieges keine Restitutionsansprüche mehr stellten, bemühte sich Jaromir Graf Czernin bereits im November 1945 um die Rückgabe, da er das Gemälde angeblich zwangsweise an Hitler habe verkaufen müssen. In insgesamt drei gerichtlichen Verfahren, das letzte 1960, wurden seine Ansprüche jeweils als unbegründet abgewiesen. Mit der veränderten Rechtslage durch die Washingtoner Erklärung aus dem Jahr 1998 wurde der Fall erneut geprüft. Im September 2009 stellten die Erben der Familie Czernin einen weiteren Rückgabeantrag. Nach Prüfung des Falls durch die Kommission für Provenienzforschung des Bundesministeriums für Unterricht, Kunst und Kultur entschied der Kunstrückgabebeirat am 18. März 2011 einstimmig, die Restitution nicht zu empfehlen. Er stellte fest, dass Czernin den Verkauf an Hitler ohne Zwang abgeschlossen habe. Zudem sei der Verkauf aktiv von Czernins Rechtsanwälten betrieben worden, Hitler verfolgte hingegen den Erwerb des Gemäldes nicht aktiv. Die Behauptung Czernins, er sei politischen Repressionen unterlegen, war laut Kunstrückgabebeirat nicht belegbar, zumal der Antrag Czernins auf Aufnahme in die NSDAP vom April 1940 nicht für eine distanzierte Haltung gegenüber dem NS-Regime spräche. Ein kausaler Zusammenhang zwischen antisemitischen Anfeindungen gegenüber Alix Czernin und dem Verkauf des Bildes durch ihren Ehemann an Hitler war laut Kunstrückgabebeirat nicht zu erkennen.

## Verwendete Titel
Das Gemälde wurde im Laufe seiner Provenienzgeschichte unter verschiedenen Titeln geführt. In der Hauptsache unterscheiden sich diese je nach Deutungsgewichtung zwischen der Bezeichnung eines Genregemäldes Maler und Modell oder der einer Allegorie zur Malkunst. Die folgende Tabelle führt die häufig verwendeten Titel auf und ist nicht vollständig.
| Verwendeter Titel        | Jahresangabe | Anmerkung |
| ------------------------ | ------------ | --- |
| De Schilderconst         | 1675         | Catharina Bolnes, nach einer Notiz des Nachlassverwalters (deutsch: Die Malkunst/Malerei); im heutigen Niederländisch wird es De Schilderkunst geschrieben |
| Vermeer dans son Atelier | um 1850      | Théophile Thoré; (deutsch: Vermeer in seinem Atelier) |
| Der Maler im Atelier     | 1940         | Ulrich Thieme, Felix Becker |
| Die Künstlerwerkstatt    | 1945         | Sammlung Linz unter der Inventarnummer 1096a; Collecting Point München unter der Inventarnummer 1284                                                       |
| Allegorie der Malerei    | 1948         | A.B. de Vries |
| L’Atelier de Vermeer     | 1953         | Charles de Tolnay; (deutsch: Das Atelier von Vermeer) |
| Ruhm der Malkunst        | 1960         | Hans Sedlmayr |
| Modell und Maler         | 1961         | Kurt Badt |
| Die Malkunst             | 1988         | Hermann Asemissen; unter diesem Titel ist das Gemälde im Kunsthistorischen Museum Wien ausgestellt                                                         |

## Nachweise
1. 1 2 3  Vermeer, Johannes. In: Hans Vollmer (Hrsg.): Allgemeines Lexikon der Bildenden Künstler von der Antike bis zur Gegenwart. Begründet von Ulrich Thieme und Felix Becker. Band 34: Urliens–Vzal. E. A. Seemann, Leipzig 1940, S. 269 (biblos.pk.edu.pl).
2. 1 2  Christiane Rambach: Vermeer und die Schärfung der Sinne. Weimar 2007, ISBN 978-3-89739-570-1, S. 107.
3. ↑  Kees Zandvliet: Vermeer en de cartografie van zijn tijd. In: De wereld der geleerdheid rond Vermeer, 1996, ISBN 90-400-9824-7, S. 69.
4. ↑  James A. Welu: The Map in Vermeer's 'Art of Painting. In: Imago Mundi 30, 1978, S. 19.
5. ↑  Philip Steadman: Vermeer's Camera. Uncovering the truth behind the masterpieces, Oxford University Press 2001, ISBN 0-19-215967-4, S. 169. Das schwarz-weiße Muster ist in acht weiteren Gemälden von Vermeer ausgeführt: Das Mädchen mit dem Weinglas (1659/1660), Die Musikstunde (1662–1665), Das Konzert (1665/1666), Der Liebesbrief (1669/1670), Briefschreiberin und Dienstmagd (1670), Allegorie des Glaubens (1671–1674), Die Stehende Virginalspielerein (1673–1675), Die sitzende Virginalspielerin (1673–1675).
6. ↑  Jens Schröter: Das Malen des Malens. Malerische Darstellungen des Malprozesses von Vermeer bis Pollock. In: Kritische Berichte. Nr. 1/99, S. 17–28; online verfügbar unter Theorie der Medien abgerufen am 25. Dezember 2009.
7. 1 2  John Michael Montias: Vermeer and his Milieu. A Web of Social History. Princeton 1989, ISBN 0-691-00289-4, S. 338 f.; teilweise online einsehbar unter google books abgerufen am 26. Dezember 2009.
8. ↑  Svetlana Alpers: Kunst als Beschreibung. Holländische Malerei des 17. Jahrhunderts. Köln 1985, ISBN 3-7701-4445-7, S. 165–167.
9. ↑  ‚Einer Ordnung folgend gehören zu jener Gilde (Zunft): Alle diejenige, die sich beschäftigen mit der Malkunst, entweder mit Pinseln oder anderem mehr, in Öl oder Wasserfarbe, als auch Glasmaler, Glasmacher, Glasverkäufer, Fayence-Töpfer, Bildwirker, Strickarbeiter, Kupferstecher, Bildhauer oder Bildschnitzer, tätig in Holz oder Stein, oder irgendeiner Substanz, Scheidemacher, Kunstdrucker, Buchverkäufer, und solche mehr.‘ In: Zunftbuch der Delft-Vorlagenmaler im siebzehnten Jahrhundert abgerufen am 23. Dezember 2009. Diese Website enthält auch ein Bild des Gildehauses an der Voldersgracht.
10. ↑  Hermann Ulrich Asemissen, Gunter Schweikhart: Malerei als Thema der Malerei. Berlin 1994, ISBN 3-05-002547-6, S. 156.
11. ↑  Eric Jan Sluyter: Vermeer, Fame, and Female Beauty, The Art of Painting. In: Ivan Gaskell, Michiel Jonker: Vermeer Studies. National Gallery of Art, 1998, S. 278.
12. ↑  Irene Netta: Das Phänomen „Zeit“ bei Jan Vermeer van Delft. Hildesheim 1996, ISBN 3-487-10160-2, S. 96.
13. ↑  Arthur K. Wheelock Jr.: Vermeer & The Art of Painting. Yale 1995, ISBN 0-300-06239-7, S. 132.
14. ↑  zitiert nach: Hermann Ulrich Asemissen, Jan Vermeer. Die Malkunst. Aspekte eines Berufsbildes. Frankfurt/Main 1988, ISBN 3-596-23951-6, S. 6.
15. ↑  André Malraux: Artiste à jamais inconnu (1952) in: Œuvres complètes IV, Paris 1989–2010.
16. ↑  Hans Sedlmayr: Jan Vermeer. Der Ruhm der Malkunst. In: ders.: Epochen und Werke. Bd. 2. 1951. Nachdruck, Wien 1960, S. 107–116; siehe auch: Jan van Gelder: De schilderkunst van Jan Vermeer: een voordracht met commentaar van J.A. Emmens. Utrecht 1958, S. 10.
17. ↑  Kurt Badt: „Modell und Maler“ von Vermeer. Probleme der Interpretation. Eine Streitschrift gegen Hans Sedlmayr. Köln 1961, Neuausgabe 1997, ISBN 3-7701-4013-3
18. ↑  The Art of Painting National Gallery of Art Washington: Johannes Vermeer. The Art of Painting, abgerufen am 23. Dezember 2009.
19. ↑  Hermann Ulrich Asemissen, Jan Vermeer. Die Malkunst. Aspekte eines Berufsbildes. 1988, S. 48.
20. ↑  Eric Jan Sluyter: Vermeer, Fame, and Female Beauty, The Art of Painting. 1998, S. 269.
21. ↑  Edward A. Maser: Cesare Ripa. Baroque and Rococo. Pictural Imagery. The 1758–1760 Hertel edition of Ripa's „Iconologia“ with 200 engraved illustrations. Toronto 1971, ISBN 0-486-26595-1, S. 183; eingeschränkt online verfügbar unter The Hertel Edition, abgerufen am 25. Dezember 2009.
22. ↑  im folgenden zitiert nach: Gregor J.M. Weber, Jan Vos: Der Lobtopos des lebenden Bildes: Jan Vos und sein „Zeege der Schilderkunst“ von 1654, Hildesheim 1991, ISBN 3-487-09604-8, S. 61.
23. ↑  Lida von Mengden: Vermeers „De Schilderconst“ in den Interpretationen von Kurt Badt und Hans Sedlmayr. Probleme der Interpretation. Frankfurt/Main 1984, ISBN 3-8204-8003-X, S. 48.
24. ↑  Norbert Schneider: Vermeer 1632–1675. Sämtliche Gemälde. Verhüllung der Gefühle. Köln 1996, ISBN 3-8228-6377-7, S. 81 ff.
25. ↑  Charles de Tolnay: L'Atelier de Vermeer, Gazette des Beaux-Arts X:I, 1953, S. 265–272.
26. ↑  Siehe dazu unter anderen: Jan van Gelder: De schilderkunst van Jan Vermeer: een voordracht met commentaar van J.A. Emmens, 1958, S. 10.
27. ↑  John Michael Montias: Vermeer and his Milieu. A Web of Social History. 1989, S. 265 ff.
28. ↑  John Michael Montias: Vermeer and his Milieu. A Web of Social History. 1989, S. 364.
29. ↑  Robert Adrian, Reinhard Braun: Kunst & Politik. A network sculpture: Besitzfolgen, abgerufen am 26. Dezember 2009.
30. ↑  Gustav Friedrich Waagen: Handbuch der Deutschen und Niederländischen Malerschulen. Band II, Stuttgart 1862, S. 110.
31. ↑  Die konkreten Erbschaftsverhältnisse über die Czerninsche Galerie waren dergestalt, dass der Adoptivsohn Eugen Czernin die gesamte Sammlung erhielt sowie einen Anteil von einem Fünftel an Vermeers Malkunst. Jaromir Czernin besaß somit vier Fünftel des Gemäldes. Vgl. dazu: Hitlers Vermeer Es möge Ihnen, mein Führer, Freude bereiten, Süddeutsche, 15. Dezember 2009, abgerufen am 4. September 2018.
32. 1 2  The Painting's Afterlife (Memento des Originals vom 18. Mai 2016 im Internet Archive)  Info: Der Archivlink wurde automatisch eingesetzt und noch nicht geprüft. Bitte prüfe Original- und Archivlink gemäß Anleitung und entferne dann diesen Hinweis. bei nga.gov, abgerufen am 14. Januar 2014
33. 1 2  Gunnar Schnabel, Monika Tatzkow: Nazi Looted Art. Handbuch. Kunstrestitution weltweit. Berlin 2007, ISBN 978-3-00-019368-2, S. 307 f.
34. ↑  Jonathan Petropoulos: Kunstraub und Sammelwahn. Kunst und Politik im Dritten Reich. Berlin 1999, ISBN 3-549-05594-3, S. 234.
35. ↑  Heinrich Hoffmann: Kunst dem Volk. Sonderausgabe. Wien 1943.
36. ↑  KUNST DEM VOLK. In: alien.mur.at.
37. ↑  The Painting's Afterlife (Memento des Originals vom 18. Mai 2016 im Internet Archive)  Info: Der Archivlink wurde automatisch eingesetzt und noch nicht geprüft. Bitte prüfe Original- und Archivlink gemäß Anleitung und entferne dann diesen Hinweis. bei nga.gov, abgerufen am 14. Jan. 2014
38. ↑  Hitlers Vermeer Es möge Ihnen, mein Führer, Freude bereiten. Süddeutsche Zeitung, 15. Dezember 2009, abgerufen am 4. September 2018.
39. ↑  Catherine Hickley: Heirs’ Claim for Hitler’s Vermeer Rejected by Austrian Panel. Bei Bloomberg.com, 18. März 2011 (englisch)
40. ↑  Vermeer Gemälde wird nicht restituiert. wien.orf.at, 18. März 2011.
41. ↑  Vermeers "Malkunst" soll nicht restituiert werden. In: Der Standard. 18. März 2011, abgerufen am 15. Februar 2024.